# 和鹿島村
和鹿島村（わかしまむら）は、熊本県の南部、八代郡にかつてあった村。

## 歴史
- 1875年12月10日 - 東網道村、中網道村、西網道村が合併し網道村が成立。西鹿野村、東鹿野村が合併し鹿野村が成立。
- 1876年 - 東鹿島村、新地村が合併し島地村が成立。
- 1889年4月1日 - 町村制が施行し、網道村、鹿野村、鹿島村、島地村が合併し成立。
- 1954年4月1日 - 吉野村、野津村と合併して竜北村となる。